# Институт Центральной Азии
Институт Центральной Азии (CAI) — американская некоммерческая организация, основанная Грегом Мортенсоном и Жаном Эрни и базирующаяся в городе Бозмен, Монтана; миссия института заключается в содействии и обеспечении образования и повышения грамотности (особенно для девочек) в отдалённых районах Пакистана и Афганистана.

## История
ИЦА был создан как некоммерческая организация в 1996 году. Грег Мортенсон, соучредитель ИЦА, начал свою работу в Пакистане в 1993. Организация была создана за счёт средств сооснователя, пионера создания микрочипов в Кремниевой долине, инженера и физика, Жана Эрни в 1996 году. Первый визит Мортенсона в Пакистан состоялся во время его восхождения на К2, вторую по величине в мире вершину. Во время этой экспедиции Мортенсон встретил выходцев из Балти, которые вдохновились его гуманитарными усилиями.
В течение трёх лет, с 1993 по 1996, Грег провёл длительный период времени в деревнях в горах Карокорум, в Пакистане. Его первым проектом стал мост через реку Бралду, который позволил сообществу доставку строительных материалов в деревню Корфе, в которой была построена его первая школа. Эрни предоставил финансирование этих первых двух проектов и впоследствии учредил Институт Центральной Азии как некоммерческую организацию в США в 1996. Мортенсон был назначен директором. Эрни умер годом позже от лейкемии. Первый совет директоров ИЦА принял решение сосредоточить усилие организации на Карокоруме в Пакистане для того, чтобы установить отношения с другими общинными проектами в регионе.
К концу 1990-х годов ИЦА начал распространяться и в другие отдалённые регионы Пакистана и Афганистана. к 2008 году ИЦА основал 55 школ в Пакистане и 9 школ в Афганистане. Из этих 64-х школ 43 предназначены для девочек. В 2011 организация начала работать в Горно-Бадахшанской автономной области в восточном Таджикистане. ИЦА также завершила различные проекты в Монголии и Кыргызстане в 1990-х.
История основания CAI описана в 2006 году в бестселлере (по версии «Нью-Йорк Таймс») «Три чашки чая» Грега Мортенсона и Дэвида Оливера Релина.

## Проекты
Институт Центральной Азии:
- построил и поддерживает 170 школ в сельской местности в Пакистане и Афганистане;
- полностью или частично поддерживает 687 учителей;
- дал образование более 58 000 студентам, в том числе 44 000 девочек;
- предоставлял постоянное обучение для жертв землетрясения 2005 года в Кашмире. В результате землетрясения погибло 74 000 человек, из них 18 000 студентов, и перемещено 2 800 000 беженцев. CAI восстановил 16 школ, разрушенных в результате землетрясения.

Прежде чем CAI начнёт строить школу, деревня должна согласиться увеличить набор девочек на 10% в год. Мортенсон, как и многие эксперты, считает, что обеспечение образования для девочек непосредственно помогает снизить младенческую смертность и снизить рождаемость, что, в свою очередь, уменьшает невежество и нищету, которые являются топливом для религиозного экстремизма.

## Пенни за мир
CAI спонсирует и поддерживает программу «Пенни за мир» (англ. Pennies for Peace), где учащиеся собирают мелкие монеты — пенни (обиходное название цента, 1/100 доллара США), чтобы помочь деятельности Фонда. Программа направлена на повышение кросс-культурной грамотности с помощью образования в целях содействия миру.
Программа «Пенни за мир» была основана в 1995 году как «Пенни для Пакистана». Основателями были два учителя начальных школ, Сузи Айзеле (англ. Susy Eisele) и Сэнди Хейккиля (англ. Sandy Heikkila), из Вестсайдской начальной школы в Ривер-Фоллс, штат Висконсин, США. Они были вдохновлены докладом, сделанном Грегом Мортенсоном, о том, в каких суровых условиях учатся дети в Корфе, Пакистан. Сначала они собрали $ 620 в пенни, которые помогли оплатить материалы для постройки школы в Корфе. Программа получила премию памяти Ричарда Левандовски по гуманитарной деятельности в 1997 году.
Идея программы в том, что в развитых странах мира «пенни в значительной степени бесполезны, но в таких странах, как Афганистан и Пакистан на пенни можно купить много. С одного пенни школы могут купить учащемуся карандаш. С карандашом ученик может стать грамотным и образованным». Мортенсон считает, что нужно укреплять мир с помощью образования, особенно образования девочек, потому что: «Если вы воспитываете мальчика, вы воспитываете человека, если вы воспитываете девочку, вы воспитываете общество».
По состоянию на ноябрь 2009 года программа собрала тридцать миллионов пенни с момента создания и зарегистрирована в более чем 4800 школах США и около двадцати стран.